# Aki Shimazaki
Aki Shimazaki (Gifu, Japón, 1954) es una novelista y traductora canadiense. Se mudó a Canadá en 1981; ha vivido en Vancouver y Toronto. Actualmente vive en Montreal, donde enseña japonés. Escribe y publica sus novelas en francés desde 1991.

## Premios
- Premio Ringuet del 2000 de la Academia de las Letras de Quebec, por Hamaguri
- Premio literario Canadá-Japón de 2002 del Consejo Canadiense de las Artes, por Wasurenagusa
- Premio del Gobernador General de 2005, por Hotaru
- Premio L'Algue D'Or de 2009, por Mitsuba
- Premio Asia de 2013 de la Asociación de escritores de Lengua Francesa, por Yamabuki

- Datos: Q417916
- Multimedia: Aki Shimazaki / Q417916